# 2000 chez Disney
Cet article présente la liste des évènements de la Walt Disney Company ayant eu lieu en 2000.

## Événements

### Janvier
- 1er janvier 2000, sortie du film Fantasia 2000 au format IMAX[1]
- 24 janvier 2000
  - Robert Iger est nommé président et directeur opérationnel de la société Disney et élu membre du directoire[2]
  - lancement de la chaîne SOAPnet[2]
  - la société Emmis Communications basée à Indianapolis achète le mensuel Los Angeles Magazine à ABC selon des termes non dévoilés[3].

### Février
- 2 février 2000, sortie nationale du film Toy Story 2 en France.
- 11 février 2000, première mondiale du film Les Aventures de Tigrou aux États-Unis
- 18 février 2000, début de la parade Believe... There's Magic in the Stars pour les 45 ans de Disneyland en Californie
- 29 février 2000, sortie en DVD du film Dingo et Max 2 : Les Sportifs de l'extrême

### Mars
- 23 mars 2000, première de la comédie musicale Aïda à Broadway[4]
- 31 mars 2000, sortie du film High Fidelity de Touchstone Pictures

### Avril
- 14 avril 2000, United Pan-Europe Communications, Buena Vista et Sony annoncent la création de la chaîne payante CineNova aux Pays-Bas dont la diffusion débutera le 8 mai[5]

### Mai
- 13 mai 2000, première mondiale du film Dinosaure aux États-Unis
- 15 mai 2000, Disney annonce l'ouverture pour le 8 février 2001 du second parc pour du Disneyland Resort, Disney's California Adventure[2]
- 19 mai 2000, Sortie nationale du film Dinosaure aux États-Unis
- 20 mai 2000, le site Toysmart.com annonce l'arrêt de ses activités de vente en ligne[6],[7]

### Juin
- 9 juin 2000, la Federal Trade Commission dépose une plainte contre Toysmart.com pour divulgation de données confidentielles[7]
- 23 juin 2000, Toysmart.com se met sous la protection de la loi sur les faillites, chapitre 11[7]
- 29 juin 2000, Ouverture d'une nouvelle version de l'attraction Autopia à Disneyland[8]

### Juillet
- 19 juillet 2000, Disney revend Ultraseek Corporation pour 153 millions de $.
- 20 juillet 2000, un juge déclare que Toysmart.com ne peut pas vendre son catalogue de clients sans un rachat en bonne et due forme ainsi que la liquidation judiciaire[7]
- 27 juillet 2000, Lancement de Disney Channel Latin America en Amérique latine[2]

### Août
- 2 août 2000, la société Go.com est rebaptisée Walt Disney Internet Group[9]
- 3 août 2000, Walt Disney Internet Group achète les 40 % de Soccernet restant après l'achat de 60 % en août 1999[10]
- 8 août 2000, Sortie en DVD du film Buzz l'Éclair, le film : Le Début des aventures

### Septembre
- 1er septembre 2000, Ouverture de l'attraction Pooh's Hunny Hunt à Tokyo Disneyland[11]
- 7 septembre 2000, Disney Store France annonce la fermeture à partir de janvier 2001 de sept des 24 boutiques de la chaine[12]
- 13 septembre 2000, Lifetime achète 4,6 % de la société éditant le site internet Women.com[13].
- 19 septembre 2000, Sortie en DVD du film La Petite Sirène 2 : Retour à l'océan
- 20 septembre 2000, Disney et Hasbro signent un contrat pour les produits dérivés des films et séries télévisées[9]

### Octobre
- 4 octobre 2000, Un prototype d'un nouveau concept de Disney Store ouvre à Costa Mesa en Californie[14]

### Novembre
- 30 novembre 2000, Inauguration de l'ABC Building au sein du siège social de Disney, Burbank, Californie[15]

### Décembre
- 10 décembre 2000, Première mondiale du film Kuzco, l'empereur mégalo aux États-Unis
- 12 décembre 2000, Le Disneyland Pacific Hotel est rebaptisé Disney's Paradise Pier Hotel
- 15 décembre 2000, Sortie nationale du film Kuzco, l'empereur mégalo aux États-Unis
- 22 décembre 2000, Sortie du film O'Brother de Touchstone Pictures aux États-Unis